# Third Eye Blind
Third Eye Blind (frecuentemente abreviada como 3eb) es una banda de rock alternativo formada en San Francisco en 1993. El dúo de compositores Stephan Jenkins y Kevin Cadogan firmaron el primer contrato de grabación de la gran discográfica Elektra Records en 1996 y lanzaron su álbum debut homónimo en 1997, con la banda compuesta principalmente por Jenkins (voz principal, guitarra rítmica), Cadogan (guitarra principal), Arion Salazar (bajo) y Brad Hargreaves (batería). Kevin Cadogan fue despedido de la banda poco después del lanzamiento del segundo álbum de la banda en 1999 llamado Blue, en circunstancias controvertidas.
La banda continuó, pero con muchos cambios de formación y brechas entre los lanzamientos de álbumes. Lanzaron Out of the Vein en 2003 y Ursa Major en 2009, con Jenkins y Hargreaves como los únicos miembros originales restantes. A la formación actual de la banda se le suman Kryz Reid (guitarra líder), Alex Kopp (teclados) y Alex LeCavalier (bajo), con esta formación grabaron el quinto álbum de estudio de la banda llamado Dopamine, que fue lanzado en 2015. La misma formación se mantuvo estable en 2018. grabando y lanzando el EP de 2016 We Are Drugs y el EP de versiones llamado Thanks for Everything, que se lanzó el 24 de agosto de 2018

## Discografía

### Álbumes de estudio
- Third Eye Blind (1997)
- Blue (1999)
- Out of the Vein (2003)
- Ursa Major (2009)
- Dopamine (2015)
- Thanks for Everything (2018)
- Our Bande Apart (2021)

### EP
- Red Star (2008)
- We are Drugs EP (2015)

### Sencillos
| Año  | Título                     | Billboard Hot 100 | Mainstream Rock Tracks | Modern Rock Tracks | Adult Top 40 | Pop Songs | Álbum              |
| ---- | -------------------------- | ----------------- | ---------------------- | ------------------ | ------------ | --------- | ------------------ |
| 1997 | "Semi-Charmed Life"        | #5                | #26                    | #1(8)              | #3           | #1        | Third Eye Blind    |
| 1997 | "Graduate"                 | —                 | #26                    | #14                | —            | —         | Third Eye Blind    |
| 1998 | "Losing a Whole Year"      | —                 | #36                    | #13                | —            | —         | Third Eye Blind    |
| 1998 | "Jumper"                   | #5                | —                      | #9                 | #5           | #2        | Third Eye Blind    |
| 1998 | "How's It Going to Be"     | #9                | —                      | #5                 | #5           | #14       | Third Eye Blind    |
| 1999 | "Anything"                 | —                 | #35                    | #11                | #38          | —         | Blue               |
| 2000 | "Never Let You Go"         | #14               | —                      | #4                 | #3           | #5        | Blue               |
| 2000 | "Deep Inside of You"       | #69               | —                      | #39                | #18          | #26       | Blue               |
| 2000 | "10 Days Late"             | —                 | —                      | #21                | —            | —         | Blue               |
| 2003 | "Blinded (When I See You)" | —                 | —                      | #35                | #17          | #34       | Out of the Vein    |
| 2003 | "Crystal Baller"           | —                 | —                      | —                  | —            | —         | Out of the Vein    |
| 2008 | "Non-Dairy Creamer"        | —                 | —                      | —                  | —            | —         | Red Star           |
| 2009 | "Don't Believe a Word"     | —                 | —                      | —                  | —            | —         | Ursa Major         |
| 2009 | "Bonfire"                  | —                 | —                      | —                  | —            | —         | Ursa Major         |
| 2011 | "If There Ever Was a Time" | —                 | —                      | —                  | —            | —         | Sencillo sin álbum |
| 2015 | "Everything Is Easy"       | —                 | —                      | —                  | #39          | —         | Dopamine           |
| 2015 | "Get Me Out of Here"       | —                 | —                      | —                  | —            | —         | Dopamine           |